# مقاطعة هانكوك (أوهايو)
مقاطعة هانقق (بالإنجليزية: Hancock County)‏ هي إحدى مقاطعات ولاية أوهايو في الولايات المتحدة الأمريكية.

## أعلام
- دومي هوي
- وليام والاس كامبل